# Parafia św. Piotra (Dominika)
Parafia Świętego Piotra (ang. Saint Peter Parish) – jedna z 10 parafii we Wspólnocie Dominiki, znajdująca się w zachodniej części kraju. Stolicą parafii jest Colihaut.
Graniczy z parafiami: św. Jana od północy, św. Józefa od południa oraz św. Andrzeja od wschodu.

## Miejscowości
- Colihaut
- Dublanc
- Bioche